# De Grote Golf
De Grote Golf is een Disk'O Coaster van attractiebouwer Zamperla in het Belgische attractiepark Plopsaland Belgium en is geopend op 1 juli 2013. De schijf vliegt aan een snelheid van 70 km/u al draaiend heen en weer over een heuvelachtige baan van 92 meter lang die de bezoekers aan de uiteinden tot wel 15 meter hoog brengt. De minimumlengte bedraagt 1 meter 20. 
Naast deze attractie telt de Wickieland-zone nog twee attracties, Wickie The Battle en Wickie's Wervelwind, twee restaurants en een winkel. De themazone bevindt zich op de locatie waar voordien zich het Groot Theater bevond. 

## Trivia
- In Majaland Kownaty en Plopsaland Deutschland bevinden zich, op enkele details na, gespiegelde kopieën van De Grote Golf.[1][2]

Afbeeldingen